# Jana Urbanová
Jana Urbanová (* 8. března 1991 Nymburk) je česká reprezentantka v sedmičkovém a patnáctkovém ragby. 
V roce 2023 vybojovala s českou reprezentací Ragby VII třetí místo na Evropských hrách v Krakově.